# Vermipsylla minuta
Vermipsylla minuta är en loppart som beskrevs av Liu Lienchu, Chang Wenfu et Chen Tehliang 1974. Vermipsylla minuta ingår i släktet Vermipsylla och familjen grävlingloppor. Inga underarter finns listade i Catalogue of Life.